# Allen (Oklahoma)

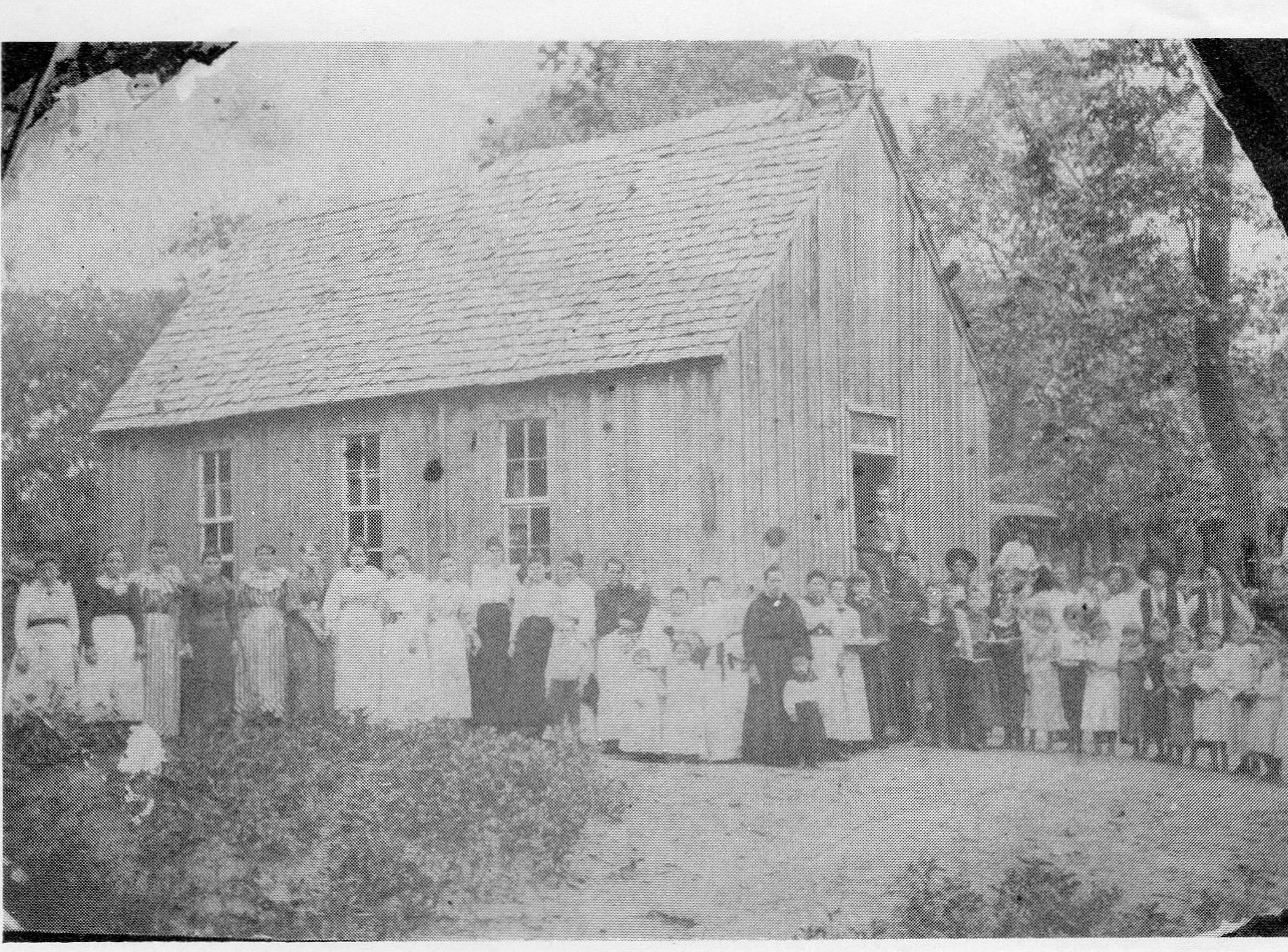
Ancienne photo de l'école Black Rock, à Allen, 1896

Pour les articles homonymes, voir Allen.
La ville d’Allen est située dans les comtés de Hughes et Pontotoc, dans l’État de l’Oklahoma, aux États-Unis. Sa population s’élevait à 932 habitants lors du recensement de 2010, estimée à 935 habitants en 2015.

## Source
- (en) Cet article est partiellement ou en totalité issu de l’article de Wikipédia en anglais intitulé « Allen, Oklahoma » (voir la liste des auteurs).